# لويس جي. كيلوغ
لويس جي. كيلوغ هو سياسي أمريكي، ولد في 17 مايو 1856، وتوفي في 26 مايو 1943. نشط حزبياً في الحزب الديمقراطي. وقد انتخب عضو مجلس ولاية ويسكونسن ‏.